# Мкртчян, Левон Мкртычевич
Лево́н Мкртычевич Мкртчян (арм. Լևոն Մկրտչյան; 2 марта 1933, Ахалцих — 22 августа 2001, Ереван) — советский армянский писатель, литературный критик, литературовед, теоретик художественного перевода.
Доктор филологических наук (1971), профессор (1973), академик НАН Армении (1996), основатель и первый ректор (1998—2001) Российско-Армянского (Славянского) государственного университета.

## Биография
Учился в Батумском мореходном училище (1952—1954). За нарушение дисциплины был исключён из училища и, экстерном сдав выпускные экзамены, получил аттестат об окончании средней школы, с которым в 1954 году поступил на 1 курс филологического факультета Ереванского педагогического института им. Жданова.
В 1958 году факультет вошёл в состав Ереванского государственного университета (ЕГУ), который окончил в 1958 году. С 1958 года до конца жизни работал в ЕГУ, прошёл путь от лаборанта кафедры русской литературы до декана факультета русской филологии, заведующего кафедрой русской литературы.
Занимал должности: секретаря правления СП Армении (1975—1979, по совместительству), преподавателя (1958—1973), профессора (1973—2001), заведующего кафедрой русского языкознания и теории перевода (1974—1979), русской литературы (1979—2001), декана факультетата русской филологии (1980—1999). В 1998 году совместным указом премьер-министров России и Армении был назначен ректором Российско-Армянского (Славянского) государственного университета.
Был жизнерадостным человеком и обладал неподражаемым чувством юмора. Его невероятное обаяние, по выражению Армена Дарбиняна, «буквально завораживало» всех окружающих.
Автор 35 книг (автобиографическая проза, путевые заметки, мемуарные очерки, публицистика; сборники научных и литературоведческих статей). Составитель, автор предисловий и примечаний, соавтор 82 книг. Автор большого ряда статей по проблемам перевода, литературных взаимосвязей, по вопросам русской литературы.
Писал по-русски. Все его труды и книги, изданные на армянском языке, — переводы с его русских оригиналов. В основном его переводчиком был Аршак Мадоян, с которым Мкртчян также работал над средневековыми лириками, поскольку Мадоян — специалист по древнеармянскому языку, а также древней и средневековой армянской литературе.

## Работы
Инициатор и организатор изданий переводов на русский и иностранные языки многих средневековых армянских поэтов, в том числе русских переводов «Книги скорби» (1977, 1998) великого армянского поэта X века Григора Нарекаци. В 1997 году в статье «Пусть рассказана будет людям всех племен…» в сборнике «Читая Григора Нарекаци. Отклики на русские переводы Книги скорбных песнопений» (Ереван, Наири, 1997) Л. Мкртчян отстаивает преимущество переводов Н. Гребнева перед другими.
Составил ряд антологий средневековых армянских поэтов:
- «Армянская средневековая лирика» — Л., «Б-ка поэта», 1972;
- «Армянская классическая лирика» (в 2-х тт.) — Ереван, 1977;
- «Поэты Армении» — Л., «Б-ка поэта», 1979;
- «От „Рождения Ваагна“ до Паруйра Севака» — Ереван, 1983 и др.

В «Библиотеке поэта» издал со своей вступительной статьей («Героико-патриотический эпос армянского народа») и примечаниями армянский национальный эпос «Давид Сасунский», (1982). Инициатор красочных двуязычных изданий (армянский оригинал, русский подстрочный перевод и художественный перевод) средневековых армянских поэтов Наапета Кучака (XVI век) «Сто и один айрен», 1975, 1998; Григора Нарекаци «Книга скорби», 1977, 1998; Костандина Ерзнкаци (XIII век) «Утренний свет», 1981; Давтака Кертога (VII век) «Плач на смерть великого князя Джеваншира», 1986. (Давтак Кертог представлен и в переводах на английский, французский, немецкий, испанский и польский языки).
Во всех этих изданиях Мкртчян — автор (соавтор) подстрочных переводов. Сборник Наапета Кучака «Сто и один айрен» с предисловием Уильяма Сарояна был издан Л. Мкртчяном также на английском (1979, перевод Эвалда Озерса) и на немецком (1986, перевод Аннамарии Бостроэм) языках. В 1983 году в Берлине издал красочно оформленный антологический сборник средневековой армянской поэзии «Die Berge beweinen die Nacht meines Leides. Klassiche armenische Dichtung» (перевод Аннамарии Бостроэм). Инициатор издания единственного прижизненного сборника стихов русского поэта Марии Петровых «Дальнее дерево» (Ереван, 1968).
Автор статей по проблемам русской литературы о Чехове — «Человек с молоточком»; о Достоевском — «Все — дите» («Братья Карамазовы»), «Преступление и человек» («Преступление и наказание»); о Л. Н. Толстом — «Война и мир. Портреты и проблемы», «Так жили все и всегда» («Воскресение»); о Салтыкове-Щедрине — «Слово — это бумеранг» («Господа Головлевы»).

## Награды
- Заслуженный деятель науки Армянской ССР (4.12.1981)[3]
- Государственная премия Армянской ССР (1983)
- премия Союза писателей СССР
- премия им. Микаэла Налбандяна (учреждена Союзом писателей Армении)
- Орден Трудового Красного Знамени
- медаль им. Х. Абовяна
- медаль Фритьофа Нансена (2001)
- Золотая медаль Союза армян России (посмертно) — за вклад в дело развития армяно-русских литературных и культурных связей.
- «Золотой крест» Союза армян России (посмертно) — за большой вклад в укреплении гуманитарных армяно-российских связей и создание Славянского университета в г. Ереване[4].

## Л. Мкртчян как автор и составитель
I. Книги Л. Мкртчяна
1. Аветик Исаакян и русская литература. Ереван: Армгосиздат, 1963. 244 с.; 2-е изд. Ереван: Айастан, 1975, 244 с.
2. О стихах и переводах. Ереван: Айастан, 1965, 232 с.
3. Армянская поэзия и русские поэты XIX—XX веков. Ереван: Айастан, 1968, 468 с.
4. Добро вам. [Воспоминания об А. Гитовиче, А. Галенце, И. Эренбурге и К. Чуковском. Ереван: Айастан, 1971, 88 с.
5. Черты родства. [Сборник статей]. Ереван: Айастан, 1973, 220 с.
6. Поэт Армении. (О Вере Звягинцевой). Ереван: Айастан, 1974, 144 стр. (на арм. яз).
7. Если бы в Вавилоне были переводчики.[Сборник статей о проблемах перевода]. Ереван: Советакан грох, 1976, 504 стр. (на арм. яз).
8. Сладок свет. [Портреты, путевые заметки]. Ереван: Советакан грох, 1977, 232 с.
9. Глагол времен. Армянская классическая лирика V—XVIII веков, М.: Худож. лит., 1977. 122 с.
10. Родное и близкое [Сборник статей]. М.: Сов. писатель, 1978, 432 с.
11. Уильям Сароян вблизи. Ереван: Советакан грох, 1978, 152 стр. (на арм. яз.).
12. Возраст поэзии. [О средневековой армянской поэзии]. Ереван: Изд-во Ереван. ун-та, 1979, 196 стр. (на арм. яз.).
13. Сладок свет. [Рассказы, воспоминания, путевые заметки]. Ереван: Советакан грох, 1980, 404 стр. (на арм. яз.).
14. Свет есть добро. [Портреты, эссе, путевые заметки]. Ереван: Советакан грох, 1981, 360 с.
15. Аттестат зрелости, или «А» упало, «Б» пропало… Автобиографическая повесть в статьях, заметках, воспоминаниях. Ереван: Советакан грох, 1983, 400 с.
16. Да придут к нам благородные мысли со всех сторон. [Сборник статей]. М.: Сов. писатель, 1983, 318 с.
17. Разговоры с поэтом. Ереван: Советакан грох, 1984, 176 с.
18. Разговоры с поэтом. Ереван: Советакан грох, 1984, 176 с. (на арм. яз.).
19. «…Понять изречения разума». [Литературоведческие эссе]. Ереван: Советакан грох, 1984, 176 стр. (на арм. яз.).
20. Башмачник Ростом, Уильям Сароян и другие. [Рассказы, новеллы, эссе]. М.: Сов. писатель, 1985, 320 с.
21. Если бы в Вавилоне были переводчики. [Статьи, размышления, заметки]. Ереван: Советакан грох, 1987, 440 с.
22. Щепотка соли на армянской земле. О Чингизе Айтматове. Ереван: Советакан грох, 1988, 120 с.
23. Мексиканские эскизы, или Ступни ног, указывающие на движение вверх. Ереван: Аревик, 1988, 56 стр. (на арм. яз.).
24. Дом с открытыми окнами.[Статьи, воспоминания, путевые заметки]. Ереван: Хорурдаин грох, 1989, 344 с.
25. Прежде всего — не убивать! Разговор о наболевшем. Ереван: изд-во «Знание», 1991, 124 с.
26. Для человека ход времен печален. Штрихи к портрету Михаила Дудина. Ереван, 1992, 98 с., тираж 52 экз. (авторское издание).
27. Анна Ахматова. Жизнь и переводы. Егвард, 1992, 90 с., тираж 115 экз. (авторское издание).
28. Без тебя, Кайсын, и вместе с тобой. Ереван: Наири, 1997, 108 с.
29. Слепой, но не настолько. [Художественная публицистика. Литературная критика]. Ереван, 1998, 296 с.
30. Так назначено судьбой. [Заметки и воспоминания о Марии Петровых. Письма Марии Петровых]. Ереван: Изд-во РАУ, 2000, 192 с.
31. Арутюн Галенц. Каким я его знал. Ереван: Наири, 2000, 80 с.
32. Слово царя, или мелочь разных достоинств. Ереван: Изд-во РАУ, 2001, 208 с.
33. Не хочу быть иностранцем в России. Ереван: Изд-во РАУ, 2001, 172 с.
34. Цоцхали вар, цоцхали… Ереван: Изд-во РАУ, 2001, 192 с.
35. Так назначено судьбой. [Заметки и воспоминания о Марии Петровых. Письма Марии Петровых]. Ереван: Изд-во РАУ, 2003, 200 стр. (на арм. яз., перевод Гоар Аракелян).

II. Книги, изданные по инициативе или при участии Л. Мкртчяна
1. Золотые зерна. Армянские и русские пословицы: Составление (совместно с Н.Мкртчян). Ереван: Армучпедгиз, 1960.
2. Аветик Исаакян в русской критике: Составление, предисловие (с. 3-28), примечания. Ереван: Армгосиздат, 1961.
3. Саят-Нова в переводах В.Брюсова: Послесловие (Работа Брюсова над переводами песен Саят-Новы, с. 40-46). Ереван: Изд-во АН Арм. ССР, 1963.
4. Вера Звягинцева. Моя Армения: Составление, предисловие (Над книгой поэта и переводчика, с. 3-13). Ереван: Армгосиздат, 1964; Второе изд. Ереван: Айастан, 1969, с. 3-15.
5. Аветик Исаакян на русском языке. Библиография переводов и критической литературы: Составление. Ереван: Изд-во гос. респ. б-ки им. А. Мясникяна, 1964.
6. С.Шервинский. Из армянской поэзии: Послесловие (О Сергее Шервинском, с. 281—287). Ереван: Айастан, 1966.
7. «Это — Армения». Стихи русских поэтов: Составление, предисловие (География человеческой близости, с. 3-24), редактирование. Ереван: Айастан, 1967.
8. Александр Блок. Двенадцать: Послесловие (с. 39-42). Ереван: Айастан, 1968. (на арм. яз.).
9. Александр Блок. Лирика. Вступит.статья (Александр Блок сегодня, с. 3-12). Ереван: Айастан, 1968 (на арм. яз.).
10. Ованес Туманян. Четверостишия: Послесловие (с. 57). Ереван: Айастан, 1968.
11. Наапет Кучак. Айрены: Составление, предисловие («Русский Кучак», с. 3-20). Ереван: Айастан, 1968.
12. Мария Петровых. Дальнее дерево: Предисловие (Поэт, с. 3-15). Ереван: Айастан, 1968.
13. Александр Гитович. Пиры в Армении: Составление, предисловие (Поэзия и дружба, с. 3-18). Ереван: Айастан, 1968.
14. Елена Николаевская. Край света: Вступит.слово (От редактора, с. 3-4), редактирование. Ереван: Айастан, 1969.
15. Григор Нарекаци. Стихи. Книга скорбных песнопений (отрывки). Послесловие (О Григоре Нарекаци, с. 33-50). Ереван: Айастан, 1969.
16. Ованес Туманян. Избранные произведения в 3-х т., тт. I—III: Составление (совместно с Л. Ахвердяном). Ереван: Айастан, 1969.
17. Прапесня. Из армянской народной поэзии: Составление. Ереван: Айастан, 1970.
18. А. С. Пушкин. Маленькие трагедии. Вступит.статья (Маленькие шедевры, с. 3-10). Ереван: Айастан, 1970.(на арм.яз.)
19. Николай Тихонов. Дни открытий: Послесловие (Армения вставала откровеньем, с. 251—258). Ереван: Айастан, 1970.
20. Амо Сагиян. Годы мои. Стихи: Составление. Ереван: Айастан, 1971.
21. Николай Тарасов. Мост через Раздан: Предисловие (Об этой книге, с. 3-4). Ереван: Айастан. 1972.
22. Наапет Кучак. Лирика. Айрены: Составление, примечания. М.: Худож. лит., 1972.
23. Армянская средневековая лирика: Составление, вступит.статья (От «Рождения Ваагна» до Саят-Новы, с. 5-56) и примечания. Л.: Сов. писатель (Б-ка поэта, большая сер.), 1972.
24. А. П. Чехов. Избранные рассказы: Составление, вступит.статья (А. П. Чехов, с. 3-20). Ереван: Айастан, 1973 (на арм. яз.).
25. Кайсын Кулиев. «Добрыми глазами»: Составление, вступит.статья (На мир смотрите добрыми глазами, с. 3-17). Ереван: Айастан, 1973 (на арм. яз.).
26. Акоп Акопян. Мой мир: Составление, вступит.статья («Я и теперь в большевистском строю…», с. 7-13). М.: Худож. лит., 1974.
27. Читая Нарекаци: Составление, вступит.заметка (от составителя, с. 3-6). Ереван: Айастан, 1974.
28. Аветик Исаакян. Проза: Составление (совместно с А. Инджикяном и Л. Ахвердяном). Ереван: Айастан, 1975.
29. Лев Толстой. Война и мир. Вступит.статья (Перечитывая «Войну и мир», с. 5-25). Ереван: Айастан, 1975 (на арм. яз.).
30. Наапет Кучак. Сто и один айрен: Составление, предисловие (О себе, о любимой женщине — обо всех, с. 5-15), подстрочные переводы. Ереван: Айастан, 1975; Второе изд. Ереван: Советакан грох, 1976.
31. Ав. Исаакян. Избранные произведения в 2-х т.: Составление. М.: Худож. лит., 1975.
32. Слово об Исаакяне. Сборник статей: Составление. Ереван: Изд-во Ереван. ун-та, 1975.
33. Аветик Исаакян в переводах Александра Блока: Составление. Ереван: Айастан, 1975.
34. Николай Тихонов. Огонь и глина: Составление. Ереван: Советакан грох, 1976. (на арм. яз.).
35. Григор Нарекаци. Книга скорби: Составление, предисловие (Мятежный гений, с. 7-26), подстрочные переводы (совместно с Маргаритой Дарбинян), примечания. Ереван: Советакан грох, 1977.
36. Армянская классическая лирика в 2-х т.: Составление, вступит.статья (Возраст поэзии, т. I, с. 5-58; т. II, с. 5-50), примечания. Ереван: Советакан грох, 1977.
37. Поэзию в язык из языка. [Сборник стихов о переводе]: Составление, вступит. заметка (с. 3-4), послесловие (Познать мудрость и наставление, с. 61-72). Ереван: Изд-во Ереван. ун-та, 1978.
38. Александр Дымшиц. Любовь моя, Армения: Предисловие (О нашем друге, с. 3-9). Ереван: Советакан грох, 1978.
39. Рубен Ангаладян. Ущелье. Стихи: Предисловие (Об этой книге, с. 3-4). Ереван: Советакан грох, 1979.
40. Поэты Армении: Составление, вступит. статья (Пятнадцать веков армянской поэзии, с. 5-72), биографические справки и примечания. Л.: Сов.писатель (Б-ка поэта, малая сер.), 1979.
41. Nahapet Kuchak. A hundred and one hayrens: Compilation, introductory essay (About himself, about a beloved woman — about everything, p.15-27), Russian interlinear version. Yerevan: Sovetakan grogh, 1979.
42. Геворг из Аштарака: Предисловие (Поэт в своем отечестве, с. 3-5). Ереван: Советакан грох, 1980.
43. Ф. М. Достоевский. Преступление и наказание: Послесловие (Преступление и человек, с. 697—702). Ереван: Советакан грох, 1980 (на арм. яз.).
44. Иван Драч. На пути к истокам: Вступление (В стране поэта, с. 3-12). Ереван: Советакан грох, 1981 (на арм. яз.).
45. Ваагн Давтян. Свет как хлеб: Послесловие (Этот свет и этот хлеб, с. 219—226). Ереван: Советакан грох, 1981.
46. Средневековая армянская поэзия: Составление, примечания. М.: Худож. лит., 1981.
47. Костандин Ерзнкаци. Утренний свет: Составление, предисловие (Дар духа, с. 7-58). Подстрочные переводы, примечания. Ереван: Советакан грох, 1981.
48. Амо Сагиян. Поздние ягоды. Переводы М.Дудина: Послесловие (Русский человек Михаил Дудин, с. 56-61). Ереван: Советакан грох, 1981.
49. Армения. Фотоальбом: Консультант. М.: Планета, 1982.
50. «Давид Сасунский»: Вступит.статья (Героико-патриотический эпос армянского народа, с. 5-57), примечания. Л.: Сов. писатель (Б-ка поэта, большая сер.), 1982.
51. Чингиз Айтматов. И дольше века длится день: Послесловие (Утка Лувр и птица Доненбай, с. 436—447). Ереван: Советакан грох, 1983 (на арм. яз.).
52. Елена Николаевская. Лети, журавль: Предисловие (Свет с четырех сторон, с. 3-8). Ереван: Советакан грох, 1983.
53. Амо Сагиян. Поздние ягоды (Переводы М. Дудина): Предисловие (Поэзия одаряет нас жизнью, с. 5-14). Л.: Детская литература, 1983.
54. От «Рождения Ваагна» до Паруйра Севака. Антологический сборник в двух книгах: Составление, вступит. статья (кн. I, Поэты Армении. Древнейший период, средние века, с. 3-36; кн. II, Поэты Армении. Новая поэзия, советская поэзия, с. 3-28), биографические справки и примечания. Ереван: Советакан грох, 1983.
55. Die Berge beweinen die Nacht meines Leides. Klassiche armenische Dichtung. (Антология армянской классической поэзии на нем.яз.): Составление, послесловие (с. 187—201). Berlin: Rütten & Loening, 1983.
56. Григор Нарекаци. Книга скорбных песнопений: Послесловие (Мятежный гений, с. 299—315). Ереван: Советакан грох, 1984.
57. Дм. Молдавский. Свет с гор. [Сб. статей]: редактирование, вступит. слово (От редактора). Ереван, Советакан грох, 1984.
58. Русский язык: Учебник для студентов филологических факультетов с армянским языком обучения. Под общей редакцией Л. Мкртчяна. Ереван: Изд-во Ереван.ун-та, 1985.
59. Мария Петровых. Черта горизонта: Составление (совместно с Н. Глен, А. Головачевой, Е. Дейч). Ереван: Советакан грох, 1986.
60. Уильям Сароян. Случайные встречи: Предисловие (Самый лучший день нашей жизни, с. 5-9). М.: Известия, Библиотека журнала «Иностранная литература», 1986.
61. Давтак Кертог. Плач на смерть великого князя Джеваншира: Составление, предисловие (на арм. яз.: Армянские письмена и «Плач…» Давтака, с. 5-43; русск.яз.: Армянские письмена и «Плач…» Давтака, с. 129—160; англ. яз.: The armenian alphabet and Dawt’ak’s Elegy, p. 183—213) и примечания. Ереван: Советакан грох, 1986.
62. Армянская классическая лирика. В двух томах: Составление (совместно с А. Мадояном), вступит.статья (Возраст поэзии, т. I.: Древнейший период- средние века (V—XII вв.), с. 5-76; т. II. Средние века — 18 в. (XIII—XVIII вв.), с. 5-58) и примечания (совместно с А. Мадояном). Ереван: Советакан грох, I т. — 1986, II т. — 1987. (на арм. яз.).
63. Иван Драч. Избранное: Предисловие (Живое слово поэта, с. 3-10). М.: Худож. лит., 1987.
64. А. П. Чехов. Избранные произведения. Повести, рассказы, драмы: Послесловие (Человек с молоточком, с. 854—861). Ереван: Советакан грох, 1987 (на арм. яз.).
65. Nahapet Khutchák. Hundertundein Hairen. (Наапет Кучак. Сто и один айрен. На среднеарм., нем. яз. и в подстрочных русских переводах): Составление, предисловие (Über sich selbst, über die geliebte weibüber allé, с. 5-16, О себе, о любимой женщине — обо всех, с. 221—231), подстрочные переводы со среднеарм. на русск. яз. Ереван: Советакан грох, 1988.
66. Декабрьские литературные чтения: Материалы научной конференции (22-24 декабря 1987 г.). Под общей редакцией Л. Мкртчяна. Ереван: Изд-во Ереван. ун-та, 1988.
67. Давид Сасунский. Армянский народный эпос: Вступит. статья (Героико-патриотический эпос армянского народа, с. 3-40), примечания. Ереван: Аревик, 1989.
68. Давид Сасунский. Армянский народный эпос: Вступит. статья (Героико-патриотический эпос армянского народа, с. 3-40), примечания. Ереван: Аревик, 1989 (на арм. яз.).
69. Декабрьские литературные чтения. Выпуск 2: Материалы научной конференции (12—15 декабря 1988 г.). Под общей редакцией Л. Мкртчяна. Ереван: Изд-во Ереван. ун-та, 1989.
70. Декабрьские литературные чтения. Материалы научной конференции (22—24 декабря 1989 г.). Под общей редакцией Л. Мкртчяна. Ереван: Изд-во Ереван. ун-та, 1990.
71. Армянская средневековая лирика: Составление и примечания (совместно с А. Мадояном). Ереван: Наири, 1996 (на арм. яз.).
72. Егише Чаренц. Стихотворения в переводе Арсения Тарковского: Составление, предисловие (Непереводимое слово с привкусом солнца, с. 3-15) и послесловие («Так и надо жить поэту…», с. 97-127. То же в кн.: «Я жил и пел когда-то…» Воспоминания о поэте Арсении Тарковском. Томск: изд-во «Водолей», 1999, с. 158—188). Ереван: Наири, 1997.
73. Русский язык. Для факультетов с армянским языком обучения. (Второе, переработанное изд. См.: II, 57). В двух т. Под общей редакцией Л. Мкртчяна: Предисловие (Русский язык как национальная необходимость, т. I. с. 3-7). Ереван: Изд-во Ереван. ун-та, 1997.
74. Читая Нарекаци. Отклики на русские переводы «Книги скорбных песнопений» Григора Нарекаци: Составление, предисловие («Пусть рассказана будет людям всех племен…», с. 3-14). Ереван: Наири, 1997.
75. Наапет Кучак. Сто и один айрен: Составление, предисловие (О себе, о любимой женщине — обо всех, с. 5-18), подстрочные переводы. Ереван: Наири, 1998.
76. Nahapet Kuchak. A hundred and one hayrens: Compilation, introductori essay (About himself, about a beloved woman — about everything, p.13-24). Yerevan: Nairi, 1998.
77. Григор Нарекаци. Книга скорбных пенопений: Составление, вступительная статья (Мятежный гений, с. 5-22), примечания. Ереван: Наири, 1998.
78. Ein wort aus dem betoübten herzen: [Армянская средневековая лирика. На нем.яз]: Составление, послесловие («Die berge beweinen die nacht meines leides», с. 189—196). Ереван: Наири, 1998.
79. «Давид Сасунский». Армянский народный эпос: Вступит.статья (Героика патриотизма, благородства и великодушия, с. 11-52), примечания. Ереван: Наири, 1999.
80. Григор Нарекаци. «Тревожен, как Бахов хорал»: Составление, вступит.статья («Пусть рассказана будет людям всех племен…», с. 5-14). Ереван: Наири, 1999 (на арм. яз.).
81. Декабрьские литературные чтения. Выпуск 5: Сборник литературоведческих статей. Под общей редакцией Л. Мкртчяна. Ереван: Изд-во Ереван. ун-та, 2000.
82. Боль о человеке. Очерки по истории русской литературы. Под общей редакцией Л. Мкртчяна. Ереван: Изд-во РАУ, 2001 (на арм. яз.).

Источник: РАУ

## Последние издания
- Левон Мкртчян. «М. А. Дудин. Для человека ход времен печален», Ереван 1992. Авторское издание, тираж: 52 экз.
- Левон Мкртчян. «Анна Ахматова. Жизнь и переводы». Егвард, 1992. Авторское издание, тираж: 115 экз.
- Левон Мкртчян. Слепой. но не настолько. Ереван, 1998, тираж: 500 экз., 296 с.
- Левон Мкртчян. Арутюн Галенц. Каким я его знал. Ереван, изд-во «Наири», 2000, 80 с.
- Левон Мкртчян. Так назначено судьбой. Заметки и воспоминания о Марии Петровых. Письма Марии Петровых. 192 с. Ереван, изд-во РАУ, 2000.
- Левон Мкртчян. Слово царя, или Мелочь разных достоинств. Ереван, Изд-во РАУ, 2001, 208 с.
- Левон Мкртчян. Не хочу быть иностранцем в России (посмертное изд.) Ереван, Изд-во РАУ, 2001, 172 с.
- Левон Мкртчян. Цоцхали вар, цоцхали (посмертное изд.). Ереван, Изд-во РАУ, 2001,192 с.